# The White Mouse (film, 1914)
Pour les articles homonymes, voir The White Mouse.

The White Mouse est un film muet américain réalisé par Colin Campbell et sorti en 1914.

## Fiche technique
- Réalisation : Colin Campbell
- Scénario : Colin Campbell, d'après une histoire de James Oliver Curwood
- Date de sortie :  États-Unis : 24 août 1914

## Distribution
- Wheeler Oakman : Billy Silver
- Bessie Eyton : Jean
- Joe King : Lawler
- Tom Mix : Sergent Brokaw
- Old Blue, le cheval de Tom Mix